# Mike Reynolds (arkitekt)
 For alternative betydninger, se Michael Reynolds.
Michael E. "Mike" Reynolds (født 1945) er en arkitekt fra USA bosat i New Mexico og kendt for design og konstruktioner af jordskibe. Han er fortaler for et "radikalt selvforsynende liv". Han er en kritiker af arkitektprofessionen pga. den fejlende håndtering af mængden af affald som bygningsdesign skaber.

## Karriere
Efter af have dimitteret fra University of Cincinnati i 1969 begyndte Reynolds at lave provokerende værker. Han afhandling blev publiceret i Architectural Record i 1971 og det følgende år byggede han sit første hus af genbrugsmaterialer. Bygningsstrukturerne som bliver bygget under hans ledelse anvender almindelige affaldsemner som fx aluminumsdåser, plastflasker og brugte dæk. I stedet for at anvende konventionelle (og energiforbrugende) genbrugsmetoder genbruger Reynolds affaldsemnerne som de. Hans Thumb House, bygget i 1972, anvender øldåser holdt sammen i "mursten" som blev holdt sammen af mørtel. Murstensdesignet blev patenteret i 1973.
Reynolds kalder sin praksis "Earthship Biotecture" ("jordskibsbiotektur").
Selvom Reynolds altid har udtrykt at hans jordskibe er eksperimentelle, har desillusionerede købere rejst juridiske tvister og klager over defekter såsom utætte tage og utilstrækkelig klimastyring.

## Liste over publikationer
- (1989) A Coming of Wizards. High Mesa Press, ISBN 978-0-9614010-3-0
- (1990) Earthship: How to Build Your Own, Vol. 1. Solar Survival Press, ISBN 978-0-9626767-0-3
- (1991) Earthship: System and Components, Vol. 2. Solar Survival, ISBN 978-0-9626767-1-0
- (1993) Earthship: Evolution Beyond Economics, Vol. 3. Solar Survival, ISBN 978-0-9626767-2-7
- (2000) Comfort in any Climate. Solar Survival, ISBN 978-0-9626767-4-1
- (2005) Water from the Sky. Solar Survival, ISBN 978-0-9626767-5-8